# Ада Хуя
Хуя или Ада Хуя (на сръбски: Ада Хуја, Ada Huja; от турското ada → остров) е полуостров и едноименен квартал в Белград, намиращ се в градска община Палилула на окръг Град Белград.
Разположен е на завоя на р. Дунав североизточно от основната част на Белград. Кварталът е промишлена зона. По протежение на двата му края са разположени цигански гета.